# Crimona tricolor
Crimona tricolor är en fjärilsart som beskrevs av Köhler 1979. Crimona tricolor ingår i släktet Crimona och familjen nattflyn. Inga underarter finns listade i Catalogue of Life.